# 米沢市立第二中学校
米沢市立第二中学校（よねざわしりつ だい2ちゅうがっこう）は、山形県米沢市にある公立中学校である。

## 概要
- 米沢市街地のやや南側を学区とし、学区内には山形大学工学部や林泉寺、上杉神社が含まれている。

## 沿革
- 1947年（昭和22年）5月3日 - 創立（当時は米沢市立興譲小学校と併設）
- 1950年（昭和25年）4月4日 - 丸の内地区に移転
- 1977年（昭和52年）4月1日 - 現在の場所に移転
- 2019年（平成31年）4月1日 - 南原中学校の閉校に伴い、第二中学校が受け入れ校となる[2]。

## 学区
- おもに米沢市立南部小学校、米沢市立愛宕小学校、米沢市立興譲小学校、米沢市立西部小学校、米沢市立南原小学校の学区からなる[3]。

## 生徒数
| 年度 | 男子 | 女子 | 計  |
| ---- | ---- | ---- | --- |
| 2012 | 234  | 228  | 462 |
| 2011 | 236  | 228  | 464 |
| 2010 | 236  | 231  | 467 |
| 2009 | 222  | 236  | 458 |
| 2008 | 227  | 229  | 456 |
| 2007 | 232  | 216  | 448 |
| 2006 | 235  | 206  | 441 |
| 2005 | 247  | 224  | 471 |

## 部活動
- バドミントン、体操、陸上競技、バレー、卓球、テニス、野球、ソフトボール、サッカー、バスケットボール、剣道、吹奏楽、総合文化
柔道部もあったが現在は休止中。
市内の中学で体操部があるのもこの二中だけである。

## 所在地
- 山形県米沢市林泉寺2丁目2-5